# Амбросов, Антон Лаврентьевич
Антон Лаврентьевич Амбро́сов (бел. Антон Лаўрэнцьевіч Амбросаў; 16 июня 1912 — 6 февраля 1984, Минск) — белорусский советский учёный фитопатолог-вирусолог. Доктор биологических наук (1967), член-корреспондент АН БССР (1970), профессор (1977).

## Биография
А. Л. Амбросов родился в деревне Дреколье (Витебский район, Белоруссия).
В 1936 году окончил Ленинградский сельскохозяйственный институт, работал агрономом по защите растений в Куйбышевской области. В 1937—1938 гг. А. Л. Амбросов работал научным сотрудником Белорусской государственной селекционной станции.
С 1944 года занимал должность директора Ганусовской опытной сельскохозяйственной станции, с 1951 — в управлениях сельского хозяйства Барановичского и Молодечненского облисполкомов, с 1955 г. в Министерстве сельского хозяйства БССР.
С 1956 года заведующий отделом Белорусского НИИ картофелеводства и плодоовощеводства. С 1971 года — директор, с 1978 — заведующий лабораторией вирусологии Белорусского НИИ защиты растений.

## Научная деятельность

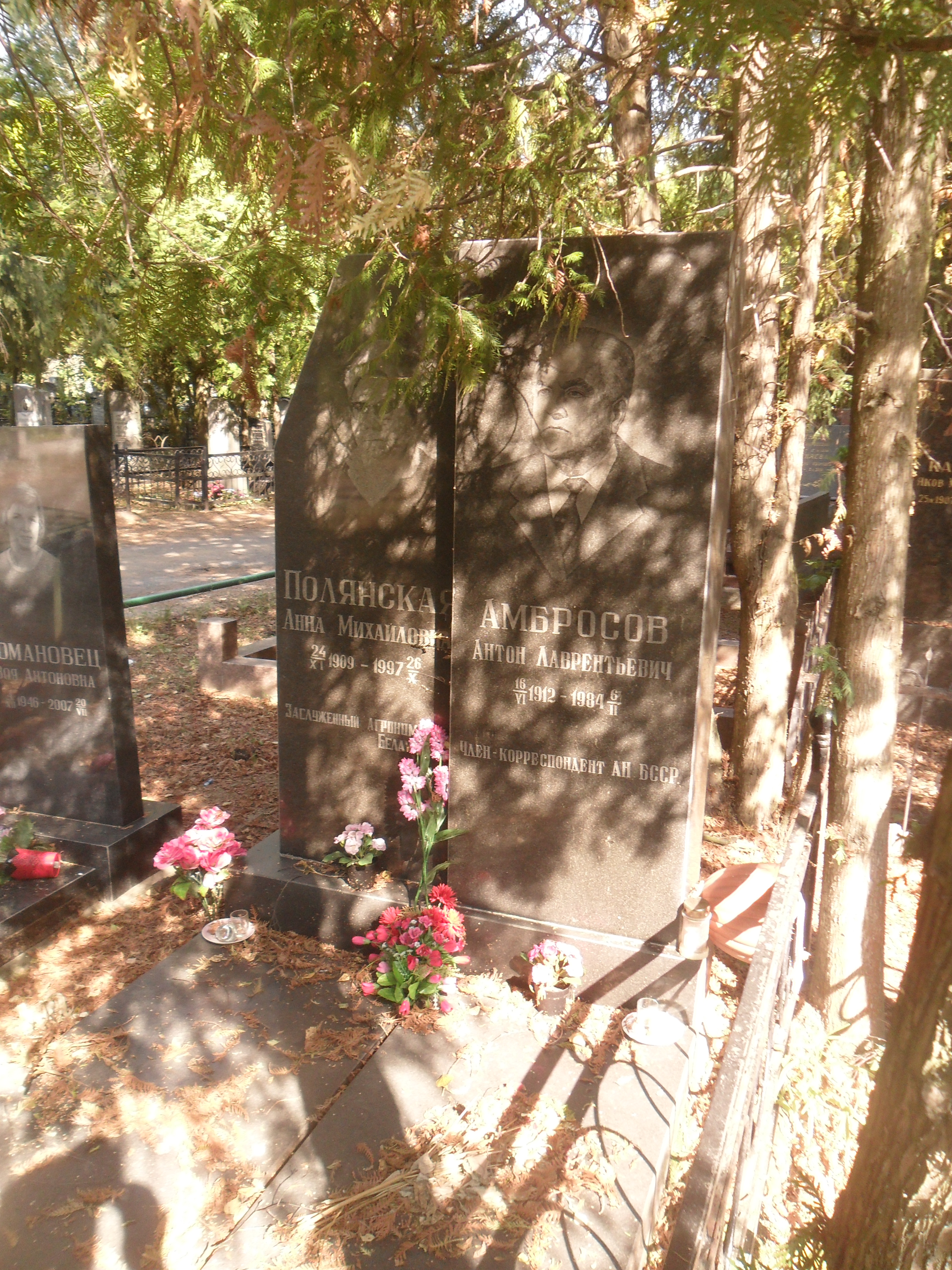
Могила Амбросова на Восточном кладбище Минска.

А. Л. Амбросову принадлежат работы по повышению устойчивости картофеля к вирусным заболеваниям. Выявлен видовой состав вирусов, поражающих картофель, изучены формы их проявления. А. Л. Амбросовым разработана система мер по оздоровлению семенного материала. Соавтор сортов картофеля «Темп», «Огонёк», «Белорусский крахмалистый», «Кандидат».

### Основные работы
- К вопросу о повышении болезнеустойчивости картофеля : дис…. канд. с.-х. наук. Несвиж, 1951.
- Культура картофеля в Белорусской ССР. — Мн., 1958.
- Вирусные болезни картофеля и методы выращивания здоровых клубней. — Мн., 1964.
- Минимум обязательных агротехнических мероприятий по возделыванию сельскохозяйственных культур / М-во сельск. хоз-ва БССР. — Мн., 1974.
- Вирусные болезни картофеля и методы борьбы с ними. — Мн., 1975.
- Как защитить сад от вредителей и болезней. — Мн., 1976, 1985 (совм. с В. В. Болотниковой, О. С. Мерцаловой)
- Методы борьбы с картофельной нематодой. — Мн., 1977.
- Биологический метод защиты растений. — Мн., 1978 (ред.).
- Физиология картофеля. — М., 1979 (в соавт.).
- Защита картофеля от вредителей и болезней. — Мн., 1980 (в соавт.).
- Методы селекции картофеля на устойчивость к вирусным болезням. — Мн., 1984 (ред.).
- Вирусные болезни люпина и меры борьбы с ними. — Мн., 1985 (в соавт.).

## Награды и звания
А. Л. Амбросов награждён орденами Трудового Красного Знамени, «Знак Почёта», медалями «За доблестный труд в Великой Отечественной войне 1941—1945 гг.», «Двадцать лет победы в Великой Отечественной войне 1941—1945 гг.», «Ветеран труда», «В ознаменование столетия со дня рождения В. И. Ленина», Почётными грамотами Верховного совета БССР.
В 1974 году за выведение, размножение и внедрение в производство высокопродуктивных сортов картофеля А. Л. Амбросову присуждена Государственная премия СССР.